# Primera División Femenina de España 2023-24
La temporada 2023-24 de la primera división femenina de España, también denominada Liga F, fue la 36.ª edición de la Primera División Femenina de España de fútbol. El torneo lo organiza la Liga Profesional Femenina de Fútbol (LPFF). La competición dio inicio el 15 de septiembre de 2023 y finalizó el 16 de junio de 2024.
El F. C. Barcelona fue el campeón logrando su noveno título y quinto de manera consecutiva, rompiendo su propia marca de cuatro campeonatos obtenidos en dos oportunidades (entre 2012 a 2015 y 2020 a 2023). Asimismo terminó la temporada invicto con un 29 triunfos y un solo empate en 30 jornadas.

## Huelga de jugadoras
Antes del comienzo de la temporada, cinco sindicatos (FUTPRO, AFE, Futbolistas ON, CCOO y UGT) convocaron una huelga para las dos primera jornadas de la competición debido a que no se llegó a un acuerdo de renovación del Convenio Colectivo. La disputa se centra principalmente en los salarios mínimos de las jugadoras, pero también en otros temas como los derechos de formación y la lucha contra el acoso sexual. Debido a la huelga, fue suspendida la primera jornada de la liga que debía iniciar el 8 de septiembre. Días más tarde, los sindicatos llegaron a un acuerdo con la Liga F y anunciaron el final de la huelga antes del comienzo de la segunda jornada.

## Sistema de competición
Como en temporadas anteriores, consta de un grupo único integrado por 16 equipos clubes de toda la geografía española. Siguiendo un sistema de liga, los clubes se enfrentan todos contra todos en dos ocasiones, una en campo propio y otra en campo contrario, sumando un total de 30 jornadas. El orden de los encuentros se decidió por sorteo antes de empezar la competición.
La clasificación final se establece teniendo en cuenta los puntos obtenidos en cada enfrentamiento, a razón de tres por partido ganado, uno por empate y ninguno en caso de derrota. Si al finalizar el campeonato dos equipos acaban iguales a puntos, los mecanismos para desempatar la clasificación, en orden de aplicación, son los siguientes:
Si el empate a puntos se produce entre dos clubes:
- El que tiene una mayor diferencia entre goles a favor y en contra en los enfrentamientos entre ambos.
- Si persiste el empate, se tiene en cuenta la diferencia de goles a favor y en contra en todos los encuentros del campeonato.

Si el empate a puntos se produce entre tres o más clubes, los sucesivos mecanismos de desempate son los siguientes:
- La mejor puntuación que a cada uno corresponde a tenor de los resultados de los partidos jugados entre sí por los clubes implicados.
- La mayor diferencia de goles a favor y en contra, considerando únicamente los partidos jugados entre sí por los clubes implicados.
- La mayor diferencia de goles a favor y en contra teniendo en cuenta todos los encuentros del campeonato.
- El mayor número de goles a favor teniendo en cuenta todos los encuentros del campeonato.

### Clasificación para competiciones internacionales
La UEFA otorga a la Liga española tres plazas de clasificación para la Liga de Campeones para la temporada 2023-24, distribuidas de la siguiente forma:
- El primero de la liga clasifica de forma directa a la fase de grupos de la Liga de Campeones.
- El segundo clasificado, disputará la ronda 2 de clasificación de la Liga de Campeones.
- El tercer clasificado, disputará la ronda 1 de clasificación de la Liga de Campeones.

En el caso en el que un equipo de la competición gane la Liga de Campeones, se le otorga una plaza para disputar la siguiente edición desde la fase de grupos. En caso de que dicho equipo ya hubiese obtenido esa misma plaza a través de la Liga, no se le concede la plaza reservada de campeón. En cambio, si dicho equipo obtuvo una plaza que le obliga comenzar desde una ronda anterior, entonces sí recibe la plaza reservada al campeón. En cualquier caso, la plaza sobrante nunca pasa al siguiente clasificado de la liga, sino que va a otra federación nacional.

## Equipos participantes
Un total de 16 equipos disputan la competición, que provienen de diversas ubicaciones geográficas de España:
| N.° | Comunidad autónoma   | Equipos                                                       |
| --- | -------------------- | ------------------------------------------------------------- |
| 4   | Andalucía            | Sporting de Huelva, Real Betis, Sevilla F. C. y Granada C. F. |
| 3   | Comunidad de Madrid  | Atlético de Madrid, Madrid C. F. F. y Real Madrid C. F.       |
| 3   | Comunidad Valenciana | Levante U. D., Valencia C. F. y Villarreal C. F.              |
| 3   | País Vasco           | Athletic Club, Real Sociedad y S. D. Eibar                    |
| 2   | Cataluña             | F. C. Barcelona y F. C. Levante Las Planas                    |
| 1   | Islas Canarias       | Costa Adeje Tenerife                                          |

### Ascensos y descensos
Esta temporada la componen dieciséis equipos, catorce procedentes de la temporada anterior y dos procedentes de la Primera Federación Femenina. Los dos últimos clasificados de la temporada anterior juegan la temporada 2023-24 de la Primera Federación Femenina.
| Pos. | Descendidos a Primera Federación Femenina |
| ---- | ----------------------------------------- |
| 15.º | Alhama C.F.                               |
| 16.º | Deportivo Alavés                          |

| Pos. | Ascendidos de Primera Federación Femenina |
| ---- | ----------------------------------------- |
| 2.º  | S. D. Eibar                               |
| 5.º  | Granada C. F.                             |

### Información de los equipos
| Equipo                   | Ciudad         | Entrenador/a           | Estadio                            | Aforo | Proveedor         | Patrocinador        |
| ------------------------ | -------------- | ---------------------- | ---------------------------------- | ----- | ----------------- | ------------------- |
| Athletic Club            | Bilbao         | David Aznar            | Instalaciones de Lezama            | 3.200 | Castore           | Euskaltel           |
| Atlético de Madrid       | Madrid         | Arturo Ruiz            | C. D. Wanda Alcalá de Henares      | 2.700 | Nike              | Herbalife Nutrition |
| F. C. Barcelona          | Barcelona      | Jonatan Giráldez       | Estadio Johan Cruyff               | 6.000 | Nike              | Spotify             |
| F. C. Levante Las Planas | San Juan Despí | Ferrán Cabello         | Municipal Las Planas               | 1.000 | Hummel            |                     |
| Granada C. F.            | Granada        | Roger Lamesa           | Ciudad deportiva del Granada C. F. | 600   | Adidas            | Puleva              |
| Levante U. D.            | Valencia       | José Luis Sánchez Vera | Ciudad deportiva de Buñol          | 3.000 | Macron            |                     |
| Madrid C. F. F.          | Fuenlabrada    | Víctor Alba Martín     | Estadio Fernando Torres            | 6.000 | Adidas            | Thermor             |
| Real Betis               | Sevilla        | Joseba Aguirre         | C. D. Luis del Sol                 | 1.300 | Hummel            | Eternal Energy      |
| Real Madrid C. F.        | Madrid         | Alberto Toril          | Alfredo Di Stéfano                 | 6.000 | Adidas            | Emirates            |
| Real Sociedad            | San Sebastián  | Natalia Arroyo         | Instalaciones de Zubieta           | 2.500 | Macron            | Cazoo               |
| Sevilla F. C.            | Sevilla        | Cristian Toro          | Estadio Jesús Navas                | 7.500 | Castore           |                     |
| S. D. Eibar              | Éibar          | Yerai Martín           | Estadio municipal de Ipurúa        | 8.164 | Joma              | Euskaltel           |
| Sporting de Huelva       | Huelva         | Iván Rosado            | Estadio Antonio Toledo             | 1.300 | Bandera de España | Huelva original     |
| Costa Adeje Tenerife     | Costa Adeje    | José Herrera           | Campo de fútbol de Adeje           | 1.102 | Hummel            | Toyota Canarias     |
| Valencia C. F.           | Valencia       | Andrea Esteban Catalán | Estadio Antonio Puchades           | 2.250 | Puma              | Cazoo               |
| Villarreal C. F.         | Villarreal     | Sara Monforte          | C. D. del Villarreal C. F.         | 5.000 | Joma              | Pamesa Cerámica     |

### Árbitras
Las árbitras de cada partido fueron designadas por una comisión creada para tal objetivo e integrada por representantes de la LFP y la RFEF. En la temporada 2023/24, las colegiadas de la categoría son las siguientes:
1. Ainara Andrea Acevedo Dudley
2. Alicia Espinosa Ríos
3. Amy Peñalver Pearce
4. Andrea Fernández Firvida – debutante
5. Arantza Gallastegui Pérez
6. Beatriz Cuesta Arribas
7. Elisabeth Calvo Valentín
8. Elia María Martínez Martínez
9. Elena Peláez Arnillas
10. Eugenia Gil Soriano
11. Marta Huerta de Aza
12. María Gloria Planes Terol
13. Olatz Rivera Olmedo
14. Paola Cebollada López
15. Patricia Luna Varo
16. Raquel Suárez González
17. Ylenia Sánchez Miguel
18. Zulema González González

## Clasificación
| Pos. | Equipo                     | Pts. | PJ | G  | E  | P  | GF  | GC | Dif. | Clasificacion 2024-25                         |
| ---- | -------------------------- | ---- | -- | -- | -- | -- | --- | -- | ---- | --------------------------------------------- |
| 1    | F. C. Barcelona (C)        | 88   | 30 | 29 | 1  | 0  | 137 | 10 | +127 | Fase de grupos de la Liga de Campeones        |
| 2    | Real Madrid C. F.          | 73   | 30 | 24 | 1  | 5  | 74  | 33 | +41  | Ronda 2 Clasificación de la Liga de Campeones |
| 3    | Atlético de Madrid         | 61   | 30 | 18 | 7  | 5  | 53  | 22 | +31  | Ronda 1 Clasificación de la Liga de Campeones |
| 4    | Levante U. D.              | 60   | 30 | 17 | 9  | 4  | 59  | 28 | +31  |                                               |
| 5    | Athletic Club              | 53   | 30 | 17 | 2  | 11 | 38  | 37 | +1   |                                               |
| 6    | Madrid C. F. F.            | 50   | 30 | 15 | 5  | 10 | 61  | 54 | +7   |                                               |
| 7    | Sevilla F. C.              | 44   | 30 | 13 | 5  | 12 | 53  | 56 | −3   |                                               |
| 8    | Real Sociedad              | 36   | 30 | 9  | 9  | 12 | 40  | 55 | −15  |                                               |
| 9    | U. D. Costa Adeje Tenerife | 32   | 30 | 8  | 8  | 14 | 35  | 48 | −13  |                                               |
| 10   | S. D. Eibar                | 31   | 30 | 8  | 7  | 15 | 22  | 48 | −26  |                                               |
| 11   | Real Betis                 | 30   | 30 | 8  | 6  | 16 | 31  | 69 | −38  |                                               |
| 12   | Valencia C. F.             | 29   | 30 | 8  | 5  | 17 | 35  | 64 | −29  |                                               |
| 13   | F. C. Levante Las Planas   | 28   | 30 | 6  | 10 | 14 | 38  | 58 | −20  |                                               |
| 14   | Granada C. F.              | 27   | 30 | 8  | 3  | 19 | 33  | 58 | −25  |                                               |
| 15   | Villarreal C. F. (D)       | 25   | 30 | 6  | 7  | 17 | 26  | 52 | −26  | Descenso a la Primera Federación              |
| 16   | Sporting de Huelva (D)     | 9    | 30 | 2  | 3  | 25 | 20  | 63 | −43  | Descenso a la Primera Federación              |

Actualizado a los partidos jugados el 19 de junio de 2024.
 Fuente: La Liga
Criterios de clasificación: Puntos · Enfrentamientos directos · Diferencia de goles en enfrentamientos directos · Diferencia de goles · Goles a favor

## Resultados

### Resultados cruzados
| Local \ Visitante     | ATH | ATM | BET | EIB | FCB | GRA | HUE | LLP | LUD | MCF | RMD | RSO | SEV | TEN | VAL | VIL |
| --------------------- | --- | --- | --- | --- | --- | --- | --- | --- | --- | --- | --- | --- | --- | --- | --- | --- |
| Athletic Club         | —   | 1–0 | 1–0 | 2–0 | 0–4 | 1–0 | 3–0 | 4–1 | 1–0 | 1–2 | 0–1 | 2–1 |     | 4–1 | 2–0 | 1–0 |
| Atlético de Madrid    | 3–0 | —   | 5–1 | 3–0 | 0–1 | 2–0 | 1–0 | 3–1 | 0–1 | 1–1 | 1–1 | 1–1 | 2–1 | 1–0 | 1–0 |     |
| R. Betis Féminas      | 1–0 | 0–2 | —   | 0–0 | 0–6 | 2–3 | 3–1 | 1–0 | 0–4 | 0–0 | 1–4 | 0–0 | 1–1 |     | 2–2 | 1–0 |
| SD Eibar              | 0–2 | 1–1 | 3–2 | —   | 0–4 |     | 1–0 | 1–2 | 0–0 | 1–6 | 0–1 | 0–2 | 3–0 | 0–1 | 1–0 | 0–0 |
| FC Barcelona          | 7–0 | 2–0 |     | 5–0 | —   | 6–1 | 4–0 | 9–1 | 1–1 | 8–0 | 5–0 | 3–0 | 8–0 | 7–0 | 6–0 | 5–1 |
| Granada CF            | 2–0 | 0–1 | 2–3 | 1–2 | 1–4 | —   | 0–1 | 0–1 |     | 3–0 | 2–5 | 2–1 | 2–2 | 2–1 | 0–1 | 1–2 |
| Sporting Club Huelva  | 1–2 | 0–2 | 1–3 | 0–1 | 1–2 | 2–1 | —   | 1–2 | 1–1 | 1–3 |     | 1–2 | 1–3 | 1–2 | 1–3 | 0–1 |
| FC Levante Las Planas | 2–1 | 1–1 | 1–2 | 1–1 | 2–4 | 1–2 | 1–1 | —   | 1–1 | 3–4 | 0–2 | 0–2 | 1–2 | 3–1 |     | 1–1 |
| Levante UD            | 1–2 | 1–1 | 7–0 | 3–0 | 0–5 | 2–2 | 2–0 | 1–1 | —   |     | 2–4 | 4–3 | 2–0 | 1–0 | 3–1 | 2–1 |
| Madrid CFF            | 2–1 | 1–4 | 3–1 | 1–2 | 0–2 | 1–0 | 2–1 | 2–1 | 0–1 | —   | 0–1 |     | 3–3 | 3–2 | 6–1 | 2–0 |
| Real Madrid CF        |     | 2–3 | 5–1 | 1–0 | 0–3 | 5–0 | 5–2 | 2–1 | 1–2 | 2–1 | —   | 7–1 | 1–3 | 2–1 | 7–1 | 1–0 |
| Real Sociedad         | 0–1 | 0–2 | 2–1 | 3–1 | 1–7 | 1–1 | 1–1 |     | 1–1 | 1–1 | 1–2 | —   | 1–2 | 3–3 | 2–0 | 1–0 |
| Sevilla FC            | 1–1 |     | 6–0 | 3–0 | 0–3 | 1–0 | 2–0 | 3–0 | 1–3 | 1–5 | 0–1 | 4–2 | —   | 5–1 | 1–2 | 3–1 |
| Costa Adeje Tenerife  | 1–1 | 2–1 | 1–0 |     | 0–2 | 2–0 | 2–0 | 1–1 | 0–1 | 2–2 | 1–2 | 0–1 | 5–0 | —   | 1–0 | 1–1 |
| VCF Femenino          | 1–2 | 1–6 | 2–2 | 0–2 |     | 4–1 | 2–0 | 1–1 | 1–1 | 3–4 | 0–2 | 3–0 | 3–1 | 1–1 | —   | 0–1 |
| Villarreal CF         | 3–0 | 1–3 | 2–1 | 1–1 | 0–6 | 1–2 |     | 2–2 | 0–5 | 1–4 | 0–2 | 1–1 | 1–2 | 1–1 | 1–2 | —   |

### Tipo de resultado por jornada
| Equipo / Jornada      | 1 | 2 | 3 | 4 | 5 | 6 | 7 | 8 | 9 | 10 | 11 | 12 | 13 | 14 | 15 | 16 | 17 | 18 | 19 | 20 | 21 | 22 | 23 | 24 | 25 | 26 | 27 | 28 | 29 | 30 |
| --------------------- | - | - | - | - | - | - | - | - | - | -- | -- | -- | -- | -- | -- | -- | -- | -- | -- | -- | -- | -- | -- | -- | -- | -- | -- | -- | -- | -- |
| Athletic Club         | G | P | P | G | P | G | P | P | G | P  | G  | E  | G  | E  | P  | P  | G  | G  | G  | G  | G  | G  | G  | P  | G  | G  | P  | G  |    |    |
| Atlético de Madrid    | G | G | E | G | P | G | P | G | G | G  | G  | E  | G  | E  | E  | P  | E  | P  | G  | G  | E  | G  | P  | G  | G  | G  | G  | G  |    |    |
| FC Barcelona          | G | G | G | G | G | G | G | G | G | G  | G  | G  | G  | E  | G  | G  | G  | G  | G  | G  | G  | G  | G  | G  | G  | G  | G  | G  |    |    |
| Costa Adeje Tenerife  | P | G | P | G | G | P | G | P | P | E  | G  | P  | E  | E  | E  | E  | P  | P  | E  | P  | G  | G  | E  | P  | G  | P  | P  | P  |    |    |
| SD Eibar              | P | P | G | P | P | E | P | P | G | P  | P  | G  | P  | G  | P  | P  | E  | E  | G  | P  | E  | E  | G  | G  | P  | G  | E  | P  |    |    |
| Granada CF            | P | G | P | P | P | P | P | P | P | P  | P  | P  | G  | P  | E  | G  | E  | E  | G  | P  | P  | G  | P  | G  | G  | P  | P  | P  |    |    |
| Levante UD            | E | G | E | G | E | G | G | G | G | G  | P  | G  | G  | E  | E  | G  | G  | E  | P  | E  | G  | P  | E  | P  | G  | G  | E  | G  |    |    |
| FC Levante Las Planas | E | G | G | E | E | P | G | G | P | P  | E  | P  | P  | P  | E  | E  | E  | P  | P  | P  | E  | P  | P  | P  | P  | G  | E  | P  |    |    |
| Madrid CFF            | G | P | G | G | G | G | P | G | P | G  | G  | G  | P  | G  | E  | E  | E  | G  | P  | G  | G  | P  | E  | G  | P  | P  | G  | E  |    |    |
| R. Betis Féminas      | P | G | P | P | P | E | G | G | G | P  | P  | P  | P  | P  | P  | P  | P  | P  | E  | E  | P  | E  | G  | P  | G  | E  | G  | E  |    |    |
| Real Madrid CF        | G | G | G | G | G | P | G | G | P | G  | P  | G  | G  | E  | G  | G  | G  | G  | G  | G  | P  | G  | G  | G  | G  | G  | P  | G  |    |    |
| Real Sociedad         | E | P | G | P | G | P | G | P | P | G  | G  | E  | E  | G  | E  | G  | E  | E  | P  | E  | P  | P  | E  | P  | P  | P  | G  | P  |    |    |
| Sevilla FC            | G | P | P | P | P | G | P | G | G | G  | G  | E  | G  | G  | G  | E  | P  | E  | P  | G  | P  | G  | P  | G  | P  | E  | G  | P  |    |    |
| Sporting Club Huelva  | E | P | P | P | P | P | P | P | P | P  | P  | P  | P  | G  | P  | P  | P  | P  | P  | E  | P  | P  | E  | P  | P  | P  | P  | G  |    |    |
| VCF Femenino          | P | P | G | E | G | E | G | P | P | P  | P  | G  | P  | P  | E  | P  | P  | G  | E  | P  | G  | P  | E  | G  | P  | P  | P  | G  |    |    |
| Villarreal CF         | P | P | P | P | G | E | P | P | G | E  | E  | P  | P  | P  | G  | G  | G  | E  | E  | P  | E  | P  | P  | P  | P  | P  | E  | P  |    |    |

## Estadísticas

### Goleadoras
Actualizado al último partido jugado el 16 de junio de 2024.
| Pos. | Jugadora               | Equipo             | Goles | Part. | Prom. |
| ---- | ---------------------- | ------------------ | ----- | ----- | ----- |
| 1    | Caroline Graham Hansen | F. C. Barcelona    | 21    | 25    | 0.84  |
| 2    | Salma Paralluelo       | F. C. Barcelona    | 20    | 19    | 1.05  |
| 3    | Cristina Martín-Prieto | Sevilla F. C.      | 17    | 29    | 0.59  |
| 4    | Alba Redondo           | Levante U. D.      | 16    | 26    | 0.62  |
| 5    | Synne Jensen           | Real Sociedad      | 14    | 28    | 0.50  |
| 6    | Signe Bruun            | Real Madrid C. F.  | 13    | 25    | 0.52  |
| =    | Clàudia Pina           | F. C. Barcelona    | 13    | 29    | 0.45  |
| =    | Sheila Guijarro        | Atlético de Madrid | 13    | 29    | 0.45  |
| 9    | Gabi Nunes             | Levante U. D.      | 11    | 28    | 0.39  |
| =    | Ana Marcos             | Valencia C. F.     | 11    | 29    | 0.38  |
| 11   | Kayla McKenna          | Villarreal C. F.   | 11    | 30    | 0.37  |

### Asistencias
Actualizado al último partido jugado el 16 de junio de 2024.
| Pos. | Jugadora               | Equipo               | Asist. | Part. | Prom. |
| ---- | ---------------------- | -------------------- | ------ | ----- | ----- |
| 1    | Caroline Graham Hansen | F. C. Barcelona      | 19     | 25    | 0.76  |
| 2    | Aitana Bonmatí         | F. C. Barcelona      | 11     | 24    | 0.46  |
| 3    | Mariona Caldentey      | F. C. Barcelona      | 9      | 28    | 0.32  |
| 4    | Eva Navarro            | Atlético de Madrid   | 8      | 28    | 0.29  |
| =    | Olga Carmona           | Real Madrid C. F.    | 8      | 28    | 0.29  |
| =    | Karen Araya            | Madrid C. F. F.      | 8      | 30    | 0.27  |
| 7    | Naomie Feller          | Real Madrid C. F.    | 7      | 27    | 0.26  |
| =    | Rinsola Babajide       | Costa Adeje Tenerife | 7      | 30    | 0.23  |
| 9    | Ona Batlle             | F. C. Barcelona      | 6      | 22    | 0.27  |
| =    | Esmee Brugts           | F. C. Barcelona      | 6      | 26    | 0.23  |
| =    | Rosa Otermín           | Sevilla F. C.        | 6      | 27    | 0.22  |
| =    | Athenea del Castillo   | Real Madrid C. F.    | 6      | 30    | 0.20  |
| =    | Rasheedat Ajibade      | Atlético de Madrid   | 6      | 30    | 0.20  |

### Tripletes o más
A continuación se detallan los tripletes conseguidos a lo largo de la temporada.
| Fecha     | Jugadora           | Goles           | Local             |                                    | Resultado |                                    | Visitante                | Rep.       |
| --------- | ------------------ | --------------- | ----------------- | ---------------------------------- | --------- | ---------------------------------- | ------------------------ | ---------- |
| 30/9/2023 | Racheal Kundananji | 27' 45+5' 64'   | Sevilla F. C.     | Bandera de Andalucía               | 1 – 5     | Bandera de la Comunidad de Madrid  | Madrid C. F. F.          | Jornada 3  |
| 5/11/2023 | Salma Paralluelo   | 7' 17' 37' 39'  | F. C. Barcelona   | Bandera de Cataluña                | 8 – 0     | Bandera de Andalucía               | Sevilla F. C.            | Jornada 7  |
| 9/12/2023 | Esmee Brugts       | 58' 61' 66'     | F. C. Barcelona   | Bandera de Cataluña                | 5 – 0     | Bandera del País Vasco             | S. D. Eibar              | Jornada 11 |
| 6/1/2024  | Mayra Ramírez      | 25' 68' 71'     | Villarreal C. F.  | Bandera de la Comunidad Valenciana | 0 – 5     | Bandera de la Comunidad Valenciana | Levante U. D.            | Jornada 13 |
| 7/1/2024  | Sheila Guijarro    | 14' 22' 26' 36' | Valencia C. F.    | Bandera de la Comunidad Valenciana | 1 – 6     | Bandera de la Comunidad de Madrid  | Atlético de Madrid       | Jornada 13 |
| 3/2/2024  | Caroline Møller    | 38' 45' 53'     | Real Madrid C. F. | Bandera de la Comunidad de Madrid  | 7 – 1     | Bandera de la Comunidad Valenciana | Valencia C. F.           | Jornada 16 |
| 10/3/2024 | Salma Paralluelo   | 22' 24' 44' 51' | Real Sociedad     | Bandera del País Vasco             | 1 – 7     | Bandera de Cataluña                | F. C. Barcelona          | Jornada 19 |
| 16/3/2024 | Giovana Queiroz    | 16' 52' 54'     | Villarreal C. F.  | Bandera de la Comunidad Valenciana | 1 – 4     | Bandera de la Comunidad de Madrid  | Madrid C. F. F.          | Jornada 20 |
| 31/3/2024 | Patricia Zugasti   | 10' 22' 41'     | Athletic Club     | Bandera del País Vasco             | 4 – 1     | Bandera de Cataluña                | F. C. Levante Las Planas | Jornada 22 |

### Autogoles
A continuación se detallan los autogoles marcados a lo largo de la temporada.
| Fecha      | Jugadora           | Minuto       | Local              |                                   | Resultado |                                    | Visitante            | Rep.       |
| ---------- | ------------------ | ------------ | ------------------ | --------------------------------- | --------- | ---------------------------------- | -------------------- | ---------- |
| 1/10/2023  | Ana Carol          | 0 - 2, 90+2' | Sporting de Huelva | Bandera de Andalucía              | 1 – 2     | Bandera de Cataluña                | F. C. Barcelona      | Jornada 3  |
| 4/10/2023  | Pamela González    | 3 - 1, 57'   | Sevilla F. C.      | Bandera de Andalucía              | 5 – 1     | Bandera de Canarias                | Costa Adeje Tenerife | Jornada 1  |
| 4/10/2023  | Paula Perea        | 4 - 0, 64'   | Real Madrid C. F.  | Bandera de la Comunidad de Madrid | 5 – 1     | Bandera de Andalucía               | Real Betis           | Jornada 1  |
| 5/10/2023  | Claudia Florentino | 1 - 0, 9'    | F. C. Barcelona    | Bandera de Cataluña               | 6 – 0     | Bandera de la Comunidad Valenciana | Valencia C. F.       | Jornada 1  |
| 5/10/2023  | Claudia Florentino | 2 - 0, 21'   | F. C. Barcelona    | Bandera de Cataluña               | 6 – 0     | Bandera de la Comunidad Valenciana | Valencia C. F.       | Jornada 1  |
| 11/11/2023 | Patri Ojeda        | 0 - 1, 11'   | Sporting de Huelva | Bandera de Andalucía              | 1 – 3     | Bandera de Andalucía               | Real Betis           | Jornada 8  |
| 9/12/2023  | Oihane Hernández   | 0 - 1, 51'   | Real Madrid C. F.  | Bandera de la Comunidad de Madrid | 1 – 3     | Bandera de Andalucía               | Sevilla F. C.        | Jornada 11 |

## Premios

### Team of the season
LIGA F y el patrocinador EA Sports presentaron el 17 de mayo de 2024 a las 11 jugadoras que formaron parte del equipo de la temporada:
| Portera       | Portera            |
| Jugadora      | Equipo             |
| ------------- | ------------------ |
| Lola Gallardo | Atlético de Madrid |

| Defensas       | Defensas          |
| Jugadora       | Equipo            |
| -------------- | ----------------- |
| Aldana Cometti | Madrid C. F. F.   |
| Olga Carmona   | Real Madrid C. F. |

| Centrocampistas  | Centrocampistas   |
| Jugadora         | Equipo            |
| ---------------- | ----------------- |
| Aitana Bonmatí   | F. C. Barcelona   |
| Alexia Putellas  | F. C. Barcelona   |
| Patri Guijarro   | F. C. Barcelona   |
| Teresa Abelleira | Real Madrid C. F. |

| Delanteras             | Delanteras        |
| Jugadora               | Equipo            |
| ---------------------- | ----------------- |
| Salma Paralluelo       | F. C. Barcelona   |
| Caroline Graham Hansen | F. C. Barcelona   |
| Cristina Martín-Prieto | Sevilla F. C.     |
| Athenea del Castillo   | Real Madrid C. F. |